# Румянцев, Денис Борисович
Денис Борисович Румянцев (род. 7 июня 1975) — российский футболист, нападающий. Футбольный судья.
В первенстве России играл в 1995 и 1997 годах за «Машиностроитель» Псков в третьей лиге. В 1998 за команду, переименованную в «Псков», сыграл 9 матчей во втором дивизионе, но результаты игр были аннулированы из-за снятия команды с турнира. В 1999 году выступал в чемпионате Эстонии в составе клуба « Нарва-Транс».
В 2003—2015 годах — судья матчей второго дивизиона и региональных турниров.